# First Avenue
La First Avenue (en català Primera Avinguda) és una de les avingudes de Manhattan, a New York. Està situada a l'extrem est de l'illa, i constitueix la primera de les onze avingudes numerades de Manhattan. S'estén de Houston Street al sud fins a Willis Avenue Bridge al nord, al Bronx. Més enllà de Houston Street, la First Avenue esdevé Allen Street, fins a Canal Street. El circulació sobre la First Avenue és només en direcció nord.

## Història
Com els altres grans eixos Nord/Sud de la ciutat, la First Avenue ha estat ideada durant el Commissioners' Plan de 1811, que preveia dotze avingudes travessant Manhattan en el sentit de la llargada.

## Barris travessats
Al sud, la First Avenue comença a la unió de Lower East Side i de l'East Village, després remuntada cap a Murray Hill. A nivell del carrer 30 s'hi situa un important complex mèdic constituït pel Bellevue Hospital i de la facultat de medicina de la universitat de Nova York. La First Avenue passa aleshores davant la Seu de les Nacions Unides, entre els carrers 42 i 45, després sota el pont de Queensboro al carrer 59. A aquest nivell travessa una part relativament mixta en la seva població del barri Upper East Side, abans d'entrar al Spanish Harlem després del carrer 96 i el seu barri esdevingut porto-riqueny després dels períodes d'immigració dels anys 1950.

## Institucions situades a laFirst Avenue
- La seu de les Nacions Unides a nivell del carrer 42.
- El Medical Center i la facultat d'odontologia de la Universitat de Nova York.
- P.S. 122, a nivell del carrer 9, una sala d'espectacles orientada cap a diversos tipus de creacions contemporànies.